# Patata bianca di Esino
La patata bianca di Esino, detta anche comunemente la biancona, è una varietà di patata tradizionalmente coltivata in Val d'Esino.

## Caratteristiche
- Forma del tubero: di forma irregolare, varia a seconda dei casi da tondo a tondo-ovale
- Pezzatura:
- Buccia: liscia, mostra un colore crema chiaro;
- Pasta: di colore bianco tenue, farinosa
- Germoglio: il colore varia da rosa a violetto;
- Fiore: di colore bianco,
- Maturazione: media

## Storia

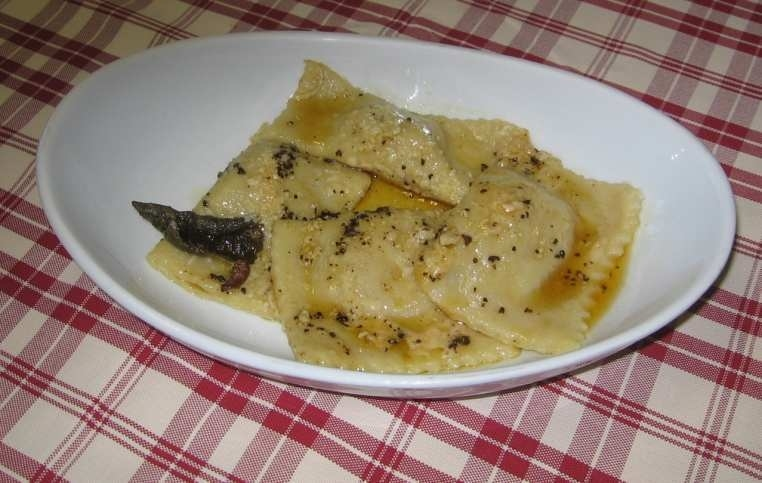
I ravioli di Sant'Antonio – le pàtole – prodotti con una pasta fatta con le patate bianche di Esino.

La patata bianca d'Esino nasce negli anni trenta del XX secolo a seguito di un'opera di selezione avviata nel 1927 da Giovanni Battista Rocca, parroco della chiesa di San Vittore a Esino Lario, che era intenzionato a introdurre elementi d'innovazione per l'agricoltura della valle che soffriva di una scarsa capacità di resa. Deriva dalla patata bianca di Como.
La produzione dopo aver raggiunto l'apice negli anni sessanta andò incontro ad un progressivo declino a beneficio di varietà commercialmente più diffuse ed economiche. A partire dal 2009 è stata avviata la reintroduzione della coltivazione di questa tubero con anche il sostegno del Parco della Grigna Settentrionale. Nel 2010 è stato costituito il Consorzio della patata bianca di Esino che ne deve curare la conservazione e la promozione.
Viene utilizzata per la preparazione degli gnocchi, del purè e di altre specialità locali quali patole e ravioli.